# La Seconde Jeunesse du major Rathbone
La Seconde Jeunesse du major Rathbone (titre original : The Rejuvenation of Major Rathbone) est une nouvelle américaine de l'écrivain Jack London publiée aux États-Unis en 1899. En France, elle a paru pour la première fois en 1975.

## Historique
La nouvelle est publiée dans le Conkey’s Home Journal en novembre 1899, elle n'a pas été reprise dans un recueil.

## Éditions

### Éditions en anglais
- The Rejuvenation of Major Rathbone, dans le Conkey’s Home Journal, novembre 1899.

### Traductions en français
- La Seconde Jeunesse du major Rathbone, traduction de François Postif, in Le Dieu tombé du ciel, recueil, U.G.E., 1975.